# 미첼 바커
미첼 바커(네덜란드어: Mitchel Bakker, 2000년 6월 20일 ~ )는 네덜란드의 축구 선수이다. 그의 포지션은 왼쪽 풀백, 왼쪽 윙백 또는 왼쪽 미드필더로, 현재 프랑스 리그 1의 릴에서 활약하고 있다.

## 클럽 경력

### 아약스
2018년 9월 26일, 바커는 7-0으로 이긴 테 베르베와의 KNVB컵 경기에서 아약스 소속으로 데뷔전을 치렀다. 2018년 10월 31일, 그는 3-0으로 이긴 고 어헤드 이글스와의 컵 경기에서 성인 팀에서 두 번째이자 마지막 경기를 치렀다.

### 파리 생제르맹
2019년 7월 7일, 미첼 바커는 자유계약 형식으로 파리 생제르맹과 4년 계약을 맺고 입단했다.
2020년 1월 29일, 바커는 2-0으로 이긴 포와의 쿠프 드 프랑스 경기에서 교체 출전하며 파리 생제르맹 소속으로 데뷔전을 치렀다. 2월 12일, 그는 6-1로 이긴 디종과의 컵 경기에서 선발 데뷔전을 치렀으며, 2월 15일, 4-4로 비긴 아미앵과의 경기에서 선발 출전하며 리그 1 데뷔전을 치렀다. 파리 생제르맹은 코로나19 범유행으로 리그 1 2019-20 시즌이 조기 종료된 후 우승을 차지했다. 6월 15일, 바커는 골든 보이 100명의 선수 후보 중 파리 생제르맹 2명의 동료 선수와 같이 후보에 올랐으며, 이후 상위 20명의 후보 명단에 포함되었다. 7월 24일, 바커는 1-0으로 이긴 생테티엔과의 쿠프 드 프랑스 2020 결승전에 선발 출전해 풀타임을 소화하며 우승컵을 들어올렸다. 7월 31일, 그는 승부차기 끝에 6-5로 승리한 리옹과의 쿠프 드 라 리그 2020 결승전에 선발 출전해 풀타임을 소화하며 또 다시 우승컵을 들어올렸다.
2020년 10월 20일, 바커는 2-1로 패한 맨체스터 유나이티드와의 UEFA 챔피언스리그 경기에서 교체 출전하며  유럽대항전 데뷔전을 치렀다. 바커는 후안 베르나트와 레뱅 퀴르자와의 부상으로 인해 2020-21 시즌에 이전 시즌보다 더 많은 출전 시간을 가졌으며, 시즌이 끝날 때까지, 그는 모든 대회를 통틀어 총 40번의 경기에 출전했다. 특히 그는 2021년 4월 28일, 2-1로 패한 맨체스터 시티와의 챔피언스리그 준결승전에 선발로 출전했다. 바커는 파리에서의 마지막 시즌에 트로페 데 샹피옹과 쿠프 드 프랑스를 우승하였다.

### 바이어 레버쿠젠
2021년 7월 12일, 바커는 분데스리가의 바이어 레버쿠젠과 4년 계약을 맺고 이적했다. 언론 보도에 따르면 기본 이적료는 7M 유로이고 보너스 옵션으로 인해 잠재적으로 10M으로 상승될 수 있다. 파리 생제르맹이 바커를 재영입 할 수 있는 바이백 옵션 또한 포함됐다. 8월 21일, 바커는 4-0으로 이긴 보루시아 묀헨글라트바흐와의 분데스리가 경기에서 바이어 레버쿠젠 소속으로 첫 골과 프로 데뷔골을 기록했다.

### 아탈란타
2023년 7월 7일, 바커는 세리에 A의 아탈란타와 계약을 맺으며 이적했다.

## 국가대표팀 경력
바커는 네덜란드 청소년 국가대표팀 일원으로 U-15부터 U-21까지 연령별 대표팀을 거쳤다.
2022년 10월, 바커는 네덜란드 성인 국가대표팀의 2022년 FIFA 월드컵 예비 명단에 포함되었다.

## 수상 내역
용 아약스
- 에이르스터 디비시: 2017–18

아약스
- KNVB컵: 2018–19

파리 생제르맹
- 리그 1: 2019–20[8]
- 쿠프 드 프랑스: 2019–20,[24] 2020–21[18]
- 쿠프 드 라 리그: 2019–20[25]
- 트로페 데 샹피옹: 2020[17]